# Nathalie dans l'enfer nazi
Nathalie dans l'enfer nazi és una pel·lícula francesa de nazisploitation de baix pressupost dirigida per Alain Payet (acreditat com James Gartner), estrenada el 1978.

## Sinopsi
Durant la Segona Guerra Mundial Nathalie Baksova és una jove russa que combina la doble funció de metge i agent secret soviètic. Mentre viatja a un poble per tractar una persona malalta, un comboi alemany és atacat per la resistència russa no gaire lluny d'allà. Ferit greument, el general Hartz és transportat pel tinent Erik Müller a la casa on es troba Nathalie. Aquest últim amenaça amb enviar-la a un camp de detenció si no rescata el seu company. Però, durant una segona emboscada, Hartz és disparat per un resistent i Nathalie salva la vida de Müller. Mentre la porten a un lloc segur, és arrestada pels nazis i deportada a Polònia.
Durant aquest temps, els serveis secrets britànics reben Vassili, aliat i superior jeràrquic de Nathalie. Li informen que una de les seves espies, Ingrid, ha desaparegut al front oriental tot i disposar d'informació vital. Segons les seves fonts, seria empresonada a Polònia en un antic castell transformat en fortalesa: Stilberg. Aquest lloc és alhora una presó, una seu dels nazis però també un bordell de luxe, en el qual alguns presoners de diversos camps oficien com a prostitutes. El britànic encarrega a Vassili d'infiltrar-se a un dels seus agents secrets a Stilberg per organitzar la fugida d'Ingrid o, si això resulta impossible, matar-la per evitar que parli.
Fent-se passar per membre de la Creu Roja, Vassili aconsegueix contactar amb Nathalie, encara empresonada a Polònia i a punt de ser traslladada a Stilberg. Accepta la missió, però resulta encara més complicat del que s'esperava. A la fortalesa, coneix el coronel Gunther, un oficial disgustat per la guerra i els mètodes dels seus col·legues nazis fins a tal punt que es refugia en l'alcohol, però també troba el tinent Müller que no l'ha oblidada. Però Nathalie és la presa de la comandant Helga Horst, la cap dels reclusos a qui maltracta pel seu plaer personal. Lesbiana i sàdica, cruel i perversa, organitza sessions sadomasoquistes als cellers del castell on encadena i assota els seus presoners preferits. La Nathalie s'enfronta als seus avenços mentre l'Erik, enamorat de la resistent russa, intenta salvar-la de la dominatrix Helga...

## Repartiment
- Patrizia Gori: Nathalie Baksova
- Jacqueline Laurent: Helga Hortz
- Jack Taylor: tinent Erik Müller
- Jacques Marbeuf: coronel Gunther
- Rudy Lenoir: general Hartz
- Richard Allan (acreditat com Richard Lemieuvre)
- Claudine Beccarie: Ingrid
- Guy Bonnafoux
- Alban Ceray
- Brigitte Lahaie: Elisabeth
- Joëlle Le Quément
- Richard Leblond
- Barbara Moose : Gertrude
- Pamela Stanford: Marcel
- Jean Tolzac
- Johnny Wessler